# Hahö
Hahö (hangul: 안동하회마을 Andong Hahö maul) Csoszon-kori hagyományos falu Dél-Koreában, mely közigazgatásilag Észak-Kjongszang tartomány Andong városához tartozik. A falu a Csoszon-kori építészet és hagyományok őrzője, 2010 óta az UNESCO Világörökség része.

## Története
A falu nevének jelentése „vízzel körülvett falu” és a Naktong folyóról kapta ezt a nevet, mely körbeöleli a települést a Hvaszan hegy lábánál.
A falut három klán, a Ho, az An és a Ju/Rju (유 / 류) alapították a Korjo-korszak végén, tipikus jangban, azaz nemesi klántelepülésként. A 16. századtól kezdve a Ju klán számos neves tudóst adott Koreának, ez a falu építészeti emlékeiben is megnyilvánult, különösen az oktatótermeket tekintve. A 17. században a Ho és az An klán elköltözött, így évszázadokon keresztül Hahö a Ju klán faluja maradt, a 18. és a 19. században tovább nőtt és virágzott. Az 1980-as években a lakók nagy része a városokba költözött.

## Jellegzetességek
A falu nevezetességei közé tartozik az andongi szodzsu (안동소주), a hötcseszabap, a pibimbap egy változata, valamint az andongi kukszu tésztaétel. A falu látogatásához belépőt kell fizetni.
A faluban számos csongdzsa, azaz nyitott oktatóterem és csongsza, zárt oktatóterem található, és a falutól nem messze egy szovon, azaz konfucianista akadémia is épült.

## Képek

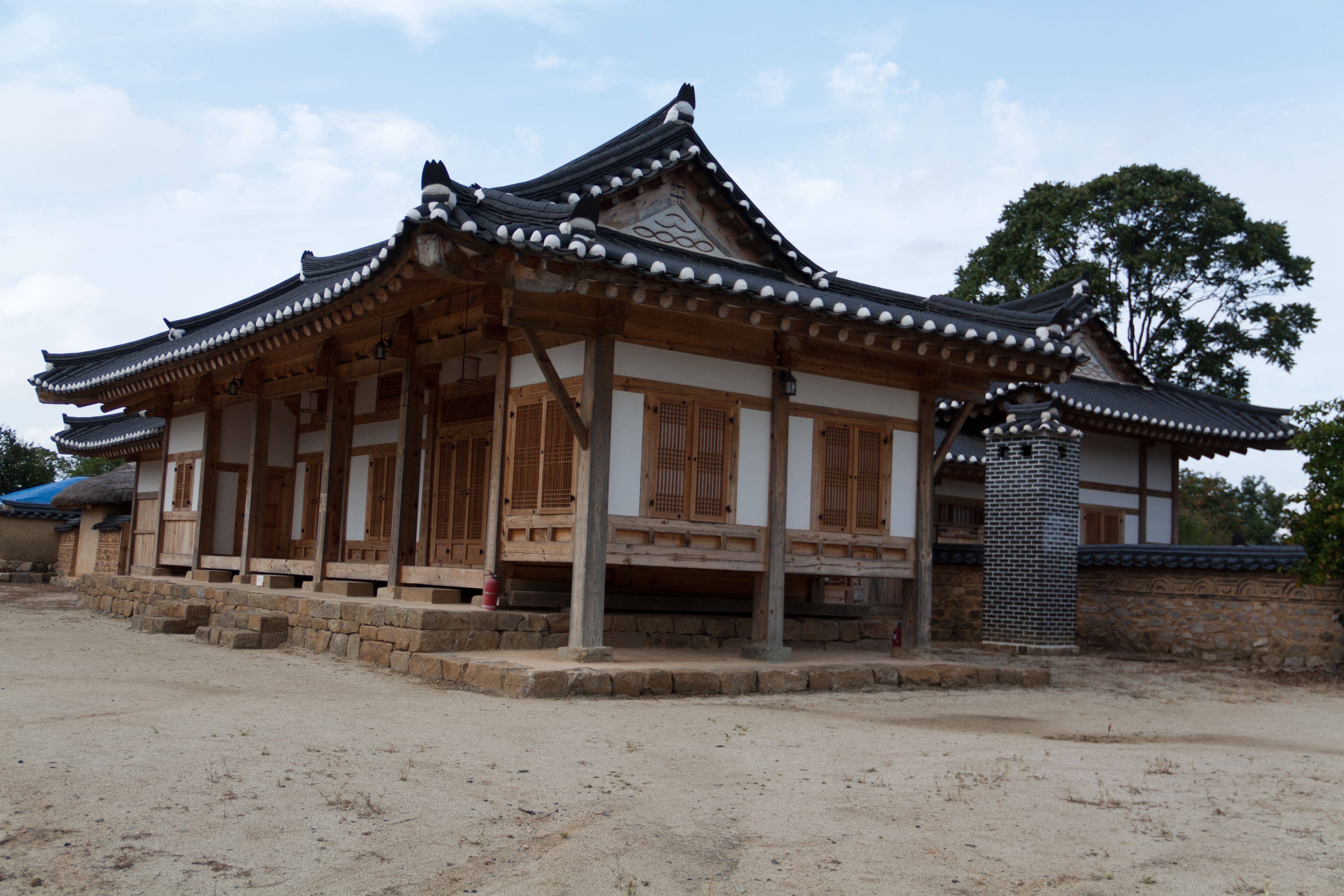
Hagyományos ház Hahöben
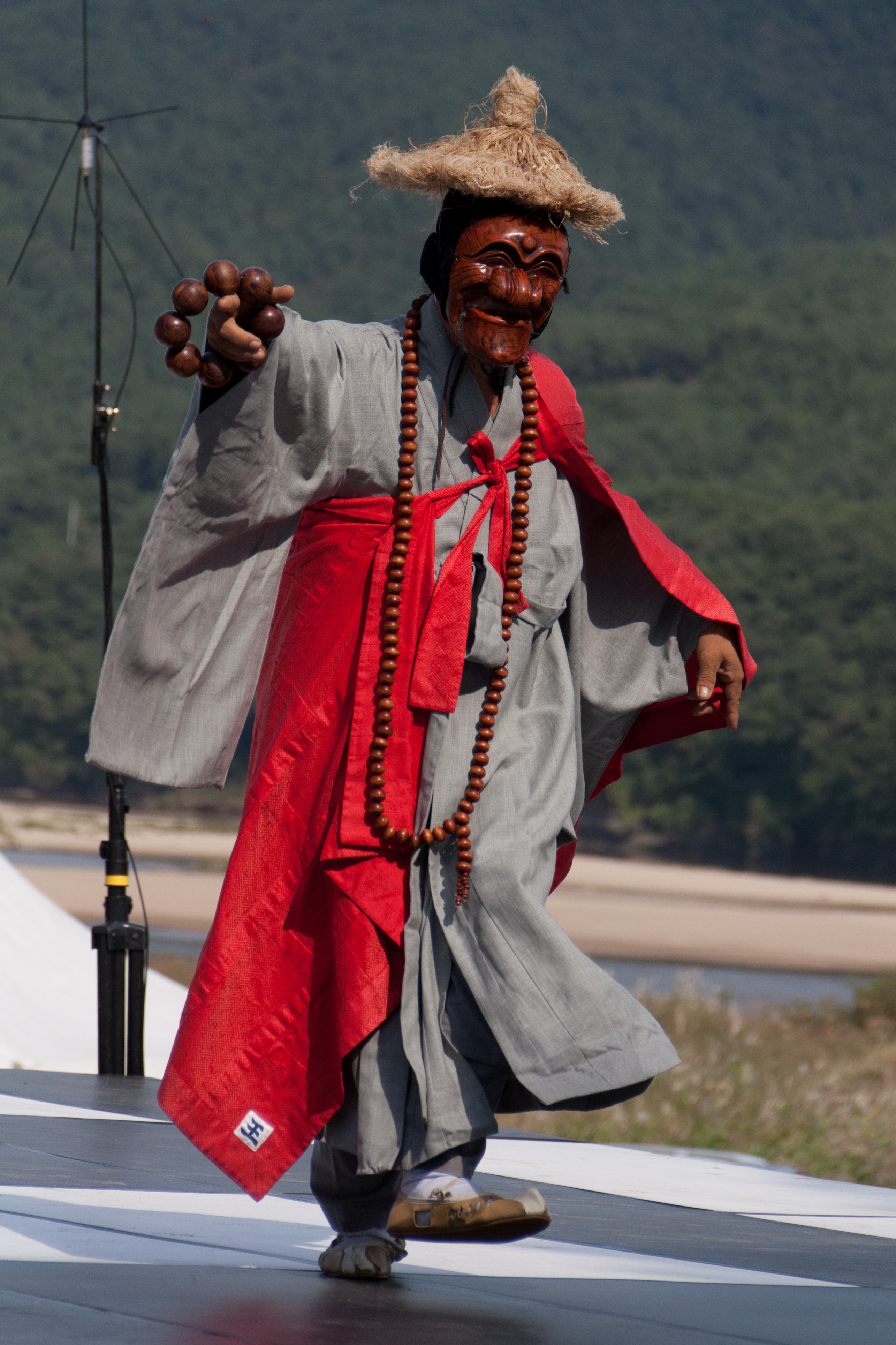
Koreai maszkos táncelőadás Hahöben
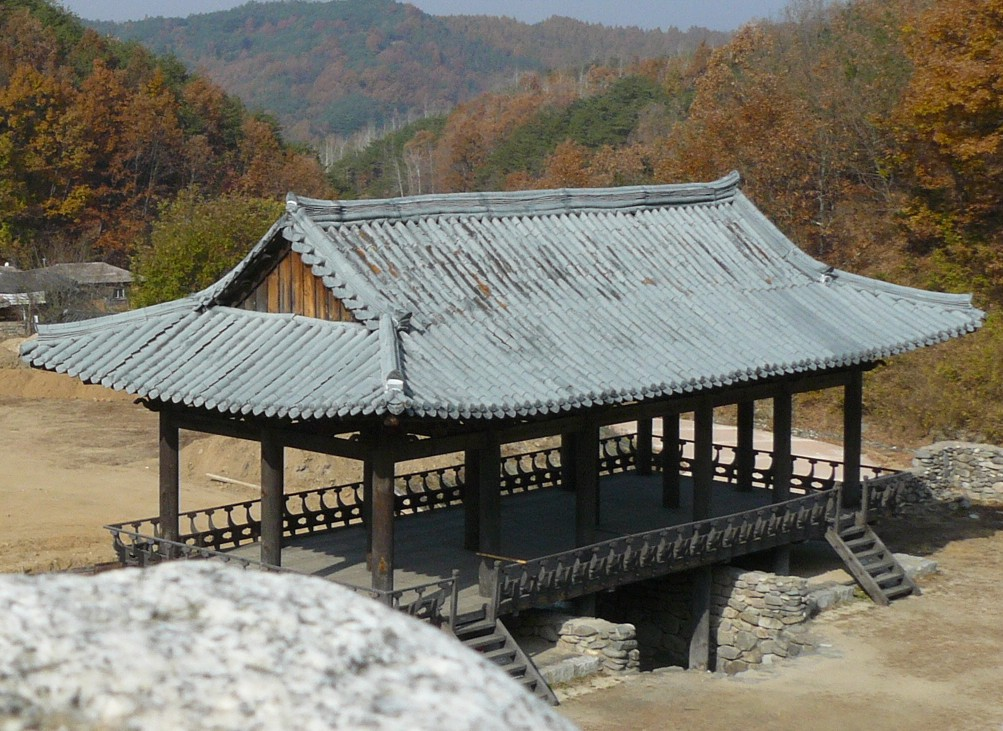
Pavilon
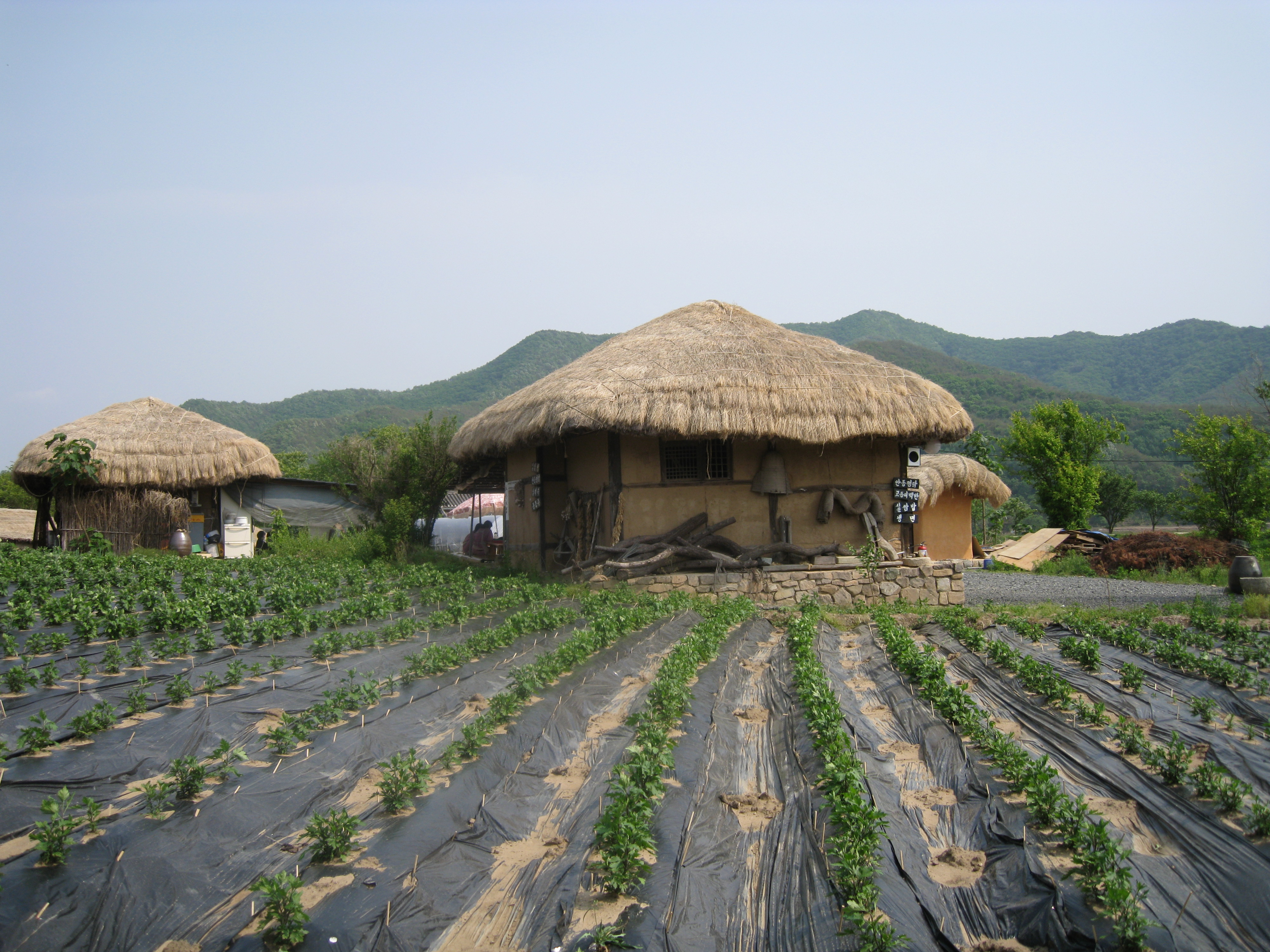
Parasztházak
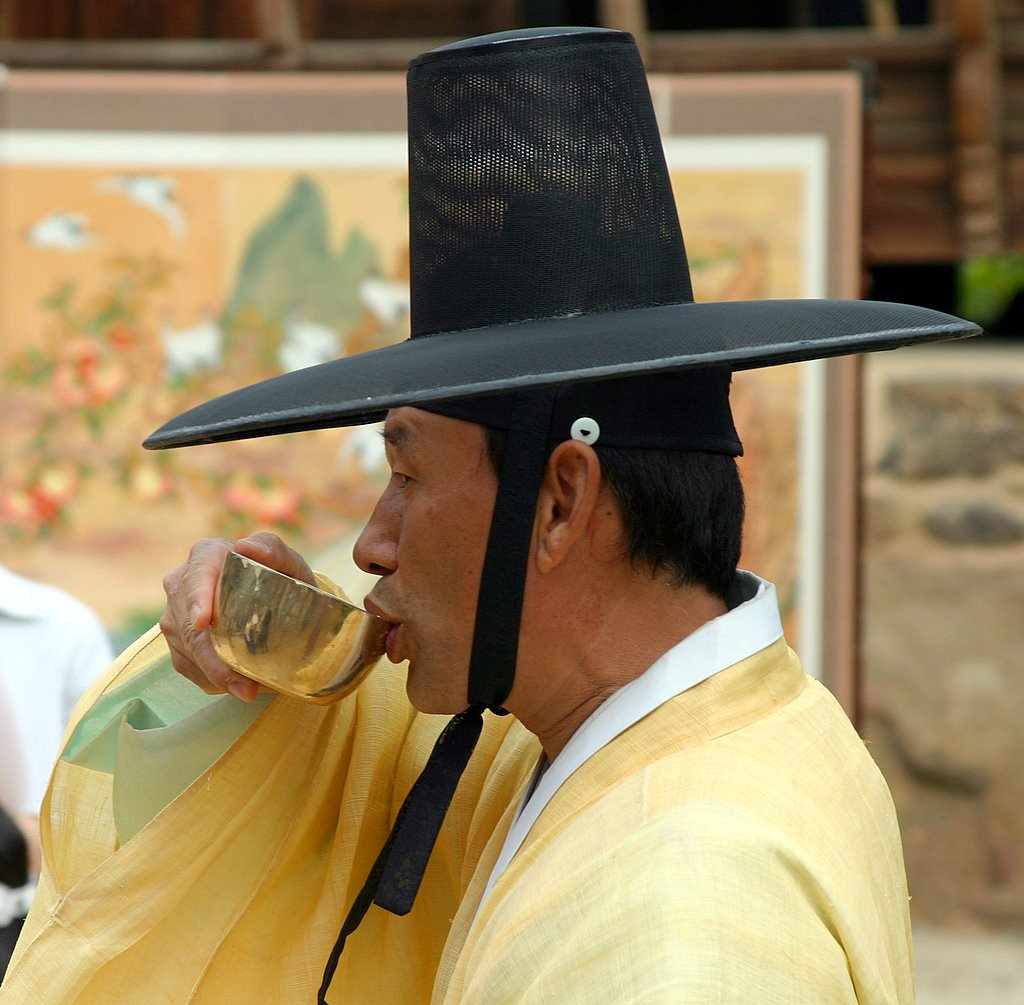
Csoszon-kori öltözéket viselő férfi Hahöben
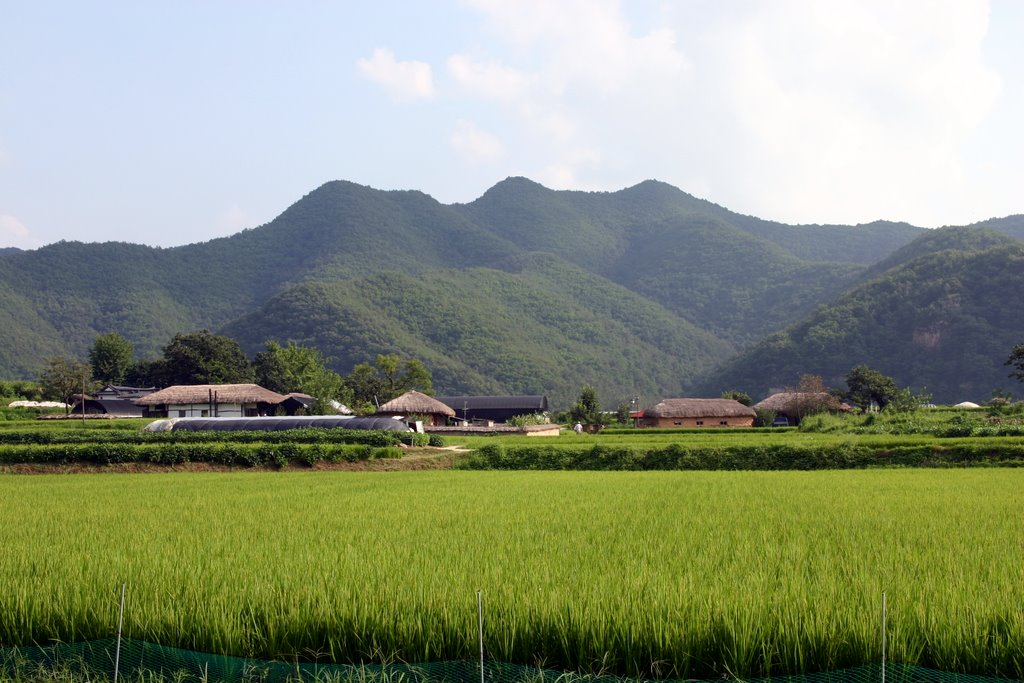
A falu látképe
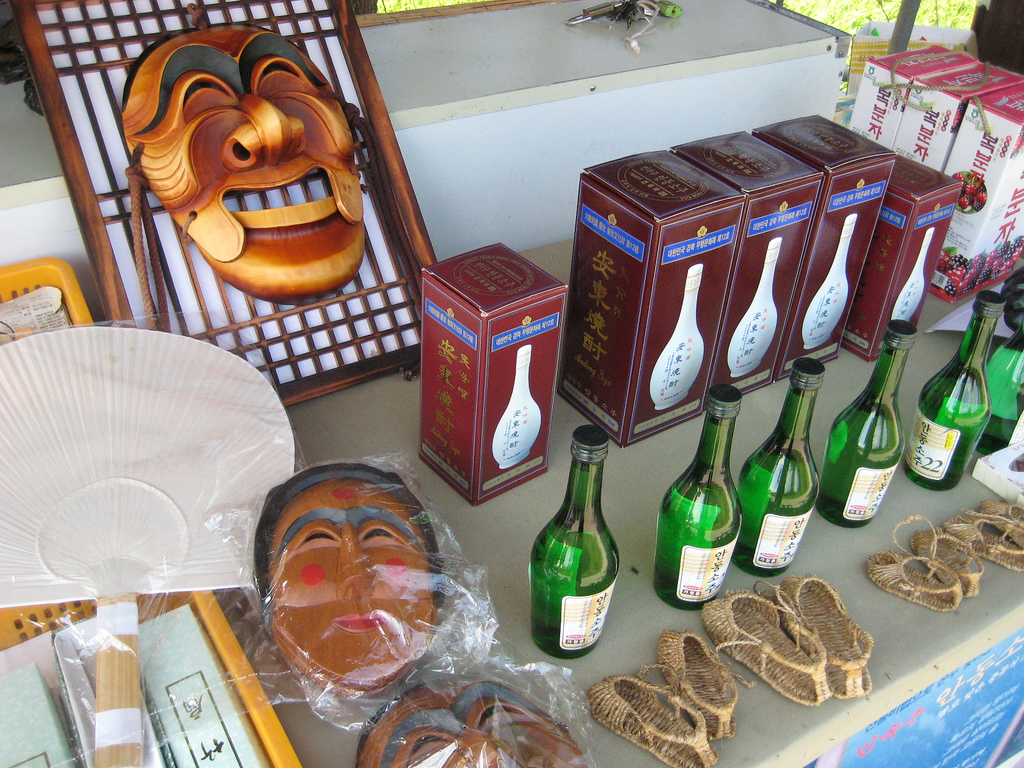
Andongi szodzsu